# Yes-People
Yes-People (Originaltitel Já-Fólkið) ist ein isländischer computeranimierter Kurzfilm.

## Handlung
An einem verschneiten Tag benutzen die sechs Hauptpersonen das Wort „Ja“ in verschiedenen Alltagssituationen: das ältere Ehepaar, von dem der Mann den Tag damit verbringt, Schnee zu schaufeln, und die Frau Proust zu lesen, ehe sie sich lautstark sexuellen Aktivitäten hingeben; die alleinerziehende Mutter, deren Teenager-Sohn in der Schule einschläft, während sie daheim Blockflöten-Unterricht gibt. Am Abend werden sie beim Essen Ohrenzeugen der nachbarlichen Vergnügungen. Später versucht die Mutter den Sohn davon zu überzeugen, das Videospiel sein zu lassen und sich schlafen zu legen. Dann gibt es noch das Paar, dessen die ewig rauchende Frau sich heimlich zu Hause betrinkt, während sie den häuslichen Pflichten nachgeht. Ihr Mann arbeitet den ganzen Tag lang im Büro vor einem Computer und stillt seinen Hunger mit Keksen aus der Schublade. Am Abend sitzen sie vor dem Fernseher und werden auch Ohrenzeugen, was der Mann damit quittiert, die Lautstärke des Fernsehers zu erhöhen. Als die Frau schlafend vom Küchenstuhl fällt, beschließt sie, ein weiteres Mal die Flasche in den Abfall zu werfen, ehe sie sich zitternd an die Küchenzeile lehnt. Letztlich stöhnt der ältere Mann, als er weiteren Schneefall bemerkt, während seine Partnerin ihm trällernd die Schneeschaufel in die Hand drückt.

## Auszeichnungen
Der Kurzfilm wurde bei der Oscarverleihung 2021 für einen Oscar in der Kategorie Bester animierter Kurzfilm nominiert.